# Území divočiny Quehanna
Quehanna je území divočiny v okresech Cameron, Clearfield a Elk v americkém státě Pensylvánie. S celkovou rozlohou přibližně 195 km2 pokrývá části státních lesů Elk a Moshannon. Quehanna v 50. letech sloužila jako centrum jaderného výzkumu, kvůli čemuž si nese odkaz kontaminace radioaktivním a toxickým odpadem. Oblast porůstají smíšené a stálezelené druhotné lesy a je největším státním lesem v Pensylvánii se stády jelenů wapiti. Jde také o významné ptačí území.